# NO NUKES 2012
『NO NUKES 2012』（ノー ヌーク 2012）は、2015年8月5日にcommmonsよりリリースされたイエロー・マジック・オーケストラ（以下、YMO）のライブ・アルバム。

## 解説
2012年7月7日、千葉幕張メッセで行われたNO NUKES 2012におけるYMOの演奏を収録。「Radioactivity」はクラフトワークのカバー曲で、元々細野晴臣のソロライブでも演奏されておりボーカルは細野が担当している。

## 収録曲
1. Radioactivity
2. Firecracker
3. Solid State Survivor
4. La Femme Chinoise
5. Thousand Knives
6. Cosmic Surfin'
7. Absolute Ego Dance
8. Tong Poo
9. Rydeen